# Nativa FM Presidente Prudente
Nativa FM Presidente Prudente é uma emissora de rádio sediada no município brasileiro de Presidente Prudente, estado de São Paulo. Opera na frequência FM 98,5 MHz, originada da migração AM-FM e é afiliada da Nativa FM.

## História
A Rádio Presidente Prudente foi a segunda emissora AM da cidade, fundada em 1954 por Hélio Cyrino e os irmãos Platzeck. A rádio era conhecida como "Rádio ZYR-84", por ser seu primeiro prefixo na época. Seus primeiros estúdios foi na Rua Tenente Nicolau Maffei em dois locais diferentes. Em 1965, a emissora foi vendida para um grupo político, formado por José Lemes Soares, Odilo Antunes de Siqueira, Rodrigo Arteiro Penhabel, Piro Miranda e Florivaldo Leal. Em 1970, foi para o controle da família Arruda Campos. Hoje, a empresa está distribuída em dois canais: Prudente AM e 101 FM. A Rádio Prudente AM, mantêm sua programação fundamentada nos pilares jornalismo/prestação de serviços. Atinge grande parte da região oeste do Estado de São Paulo com alcance pleno do público adulto, homens e mulheres acima de 35 anos, das classes A/B/C.
Em 1994 a Prudente AM passa a ser a primeira afiliada da Rede Jovem Pan Sat. Essa parceria fomenta e garante acesso imediato às notícias nacionais e internacionais, além de toda a programação esportiva. Em dezembro de 2014, passou a se chamar Jovem Pan News Presidente Prudente, devido ao novo projeto para as rádios AM da Rede Jovem Pan. Nesse mesmo ano, a emissora solicitou sua migração para o FM.
Em novembro de 2016, deixa de retransmitir a Jovem Pan News e volta a se chamar Prudente AM.
Em 2017, a Prudente AM e a 101 FM, foram vendidas para a família Maluly. Quem assume o comando das emissoras atualmente é Bruno Maluly. Em 2021, em nova remodelação, a emissora passa se chamar Rádio Prudente News, voltando seu público ao jornalismo local e a Música Popular Brasileira (MPB).
Em 2023, a emissora recebeu sua autorização para migrar para o FM e no mês de novembro, foi confirmado que a mesma iria se afiliar a Nativa FM. A estreia só ocorreu em 15 de janeiro de 2024, após isso, foi feito um cerimônia para convidados e imprensa conhecerem a rádio e as instalações.